# Ramphocoris clotbey
La alondra picocorda (Rhamphocoris clotbey) es el único representante del  género monotípico Rhamphocoris, de la familia Alaudidae.

## Distribución
Habita en zonas áridas y semiáridas tropicales y subtropicales de Argelia, Egipto, Israel, Jordania, Kuwait, Libia, Mauritania, Marruecos, Arabia Saudí, Túnez y Yemen.

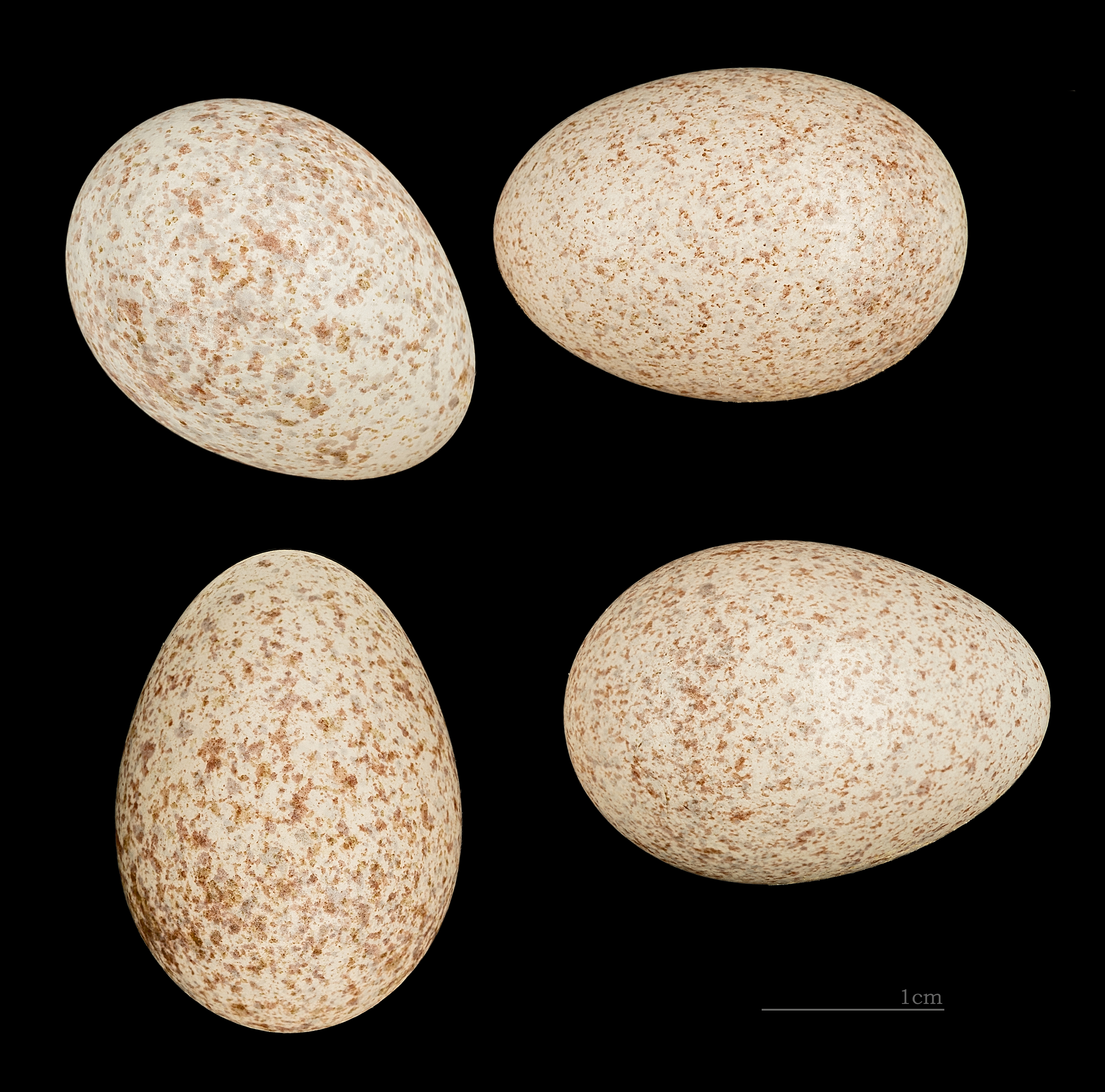
Huevos de Ramphocoris clotbey